# Габонская кухня

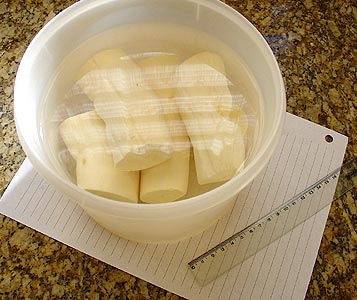
Очищенный корень маниока. Маниок — важный продукт питания в Габоне.

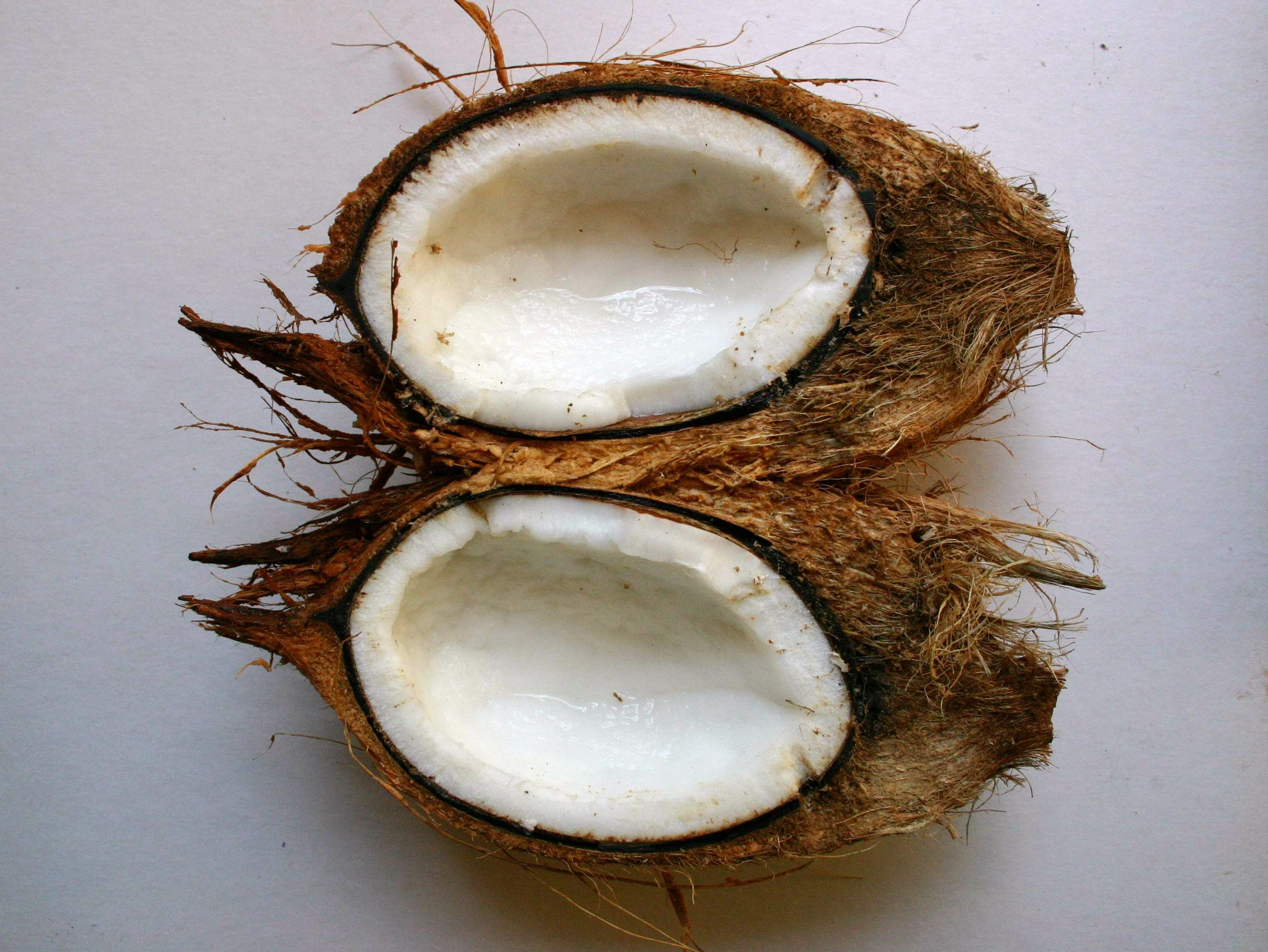
Расколотый кокос

Габонская кухня — это кулинарные традиции, практики, продукты питания и блюда, связанные с Габоном, суверенным государством на западном побережье Центральной Африки. Французская кухня имеет заметное влияние, и в крупных городах доступны различные французские блюда. В сельской местности обычно используются такие основные продукты питания, как маниок, рис и ямс.
Мясо включает курицу и рыбу, а также мясо диких животных, таких как антилопа, дикий кабан и обезьяна. Часто используются соусы, например, пасту из бербере с острым красным перцем.
Из фруктов употребляют бананы, папайю, гуаву, манго, ананасы, кокосы, авокадо и арахис. Также используются плантаны, помидоры, кукурузу и баклажаны.

## Распространённые продукты и блюда
- Атанга (Dacryodes edulis), иногда называемый «кустарниковым маслом», представляет собой твердый фрукт, который варят и часто используют в качестве бутербродной пасты[1]
- Бенье (Beignet), жареное во фритюре заварное тесто, очень распространено[1]
- Блюда на шампурах[1]
- Сушеное мясо, особенно в сельской местности[1]
- Фуфу, блюдо из толчёного маниока[2]
- Нембве (Nyembwe), курица с кедровыми орехами[2][3]
- Цыпленок в горчице с чесноком, луком и лимонным соком[2]
- Мясное стью[2]
- Congo Chewies (родом из Конго, подается как десерт)
- Морепродукты[2]
- Копчёная рыба[2]
- Запечённые бананы, покрытые панировочными сухарями, подаются со сметаной и коричневым сахаром[2]
- Garri, гранулированная мука из маниока, приготовленная в виде каши[3]
- Плантан, цельный, измельченный и протертый[3]